# Kiganga (vattendrag i Burundi, Muramvya)
Kiganga är ett vattendrag i Burundi.   Det ligger i provinsen Muramvya, i den centrala delen av landet, 25 kilometer öster om huvudstaden Bujumbura.
Omgivningarna runt Kiganga är en mosaik av jordbruksmark och naturlig växtlighet. Runt Kiganga är det tätbefolkat, med 369 invånare per kvadratkilometer.